# サンタナ (サントメ・プリンシペ)
サンタナ（ポルトガル語: Santana）は、サントメ・プリンシペのサントメ島の町。サントメ州カンタガロ県に属し、同県の県都である。人口は7,445人（2012年国勢調査）。
島東部の沿岸に位置し、首都サントメから南に9キロメートル、サン・ジョアン・ドス・アンゴラレスから北東に17キロメートルの距離にある。サンタナから南東2.5キロメートル、沖合約1キロメートルにはサンタナ島が浮かんでいる。

## 姉妹都市
- カスカイス、ポルトガル（1986年8月27日締結[3]）

## 出身人物
- アルダ・バンデイラ（英語版） - 政治家、外務大臣を歴任
- コンセイソン・リマ（英語版） - 詩人

## スポーツ
- サンタナFC（英語版）
- セイス・デ・センテブロ（英語版）